# Ваньли
Чжу Ицзюнь, девиз правления Ваньли (кит. трад. 萬曆, упр. 万历, пиньинь Wànlì, палл. Ваньли, 4 сентября 1563 — 18 августа 1620) — тринадцатый император Китая династии Мин с 1572 по 1620 годы, его правление было одним из самых долгих императорских правлений. Третий сын и преемник китайского императора Чжу Цзайхоу. Храмовое имя Шэньцзун (神宗, Shénzōng), посмертное имя Сянь-хуанди (顯皇帝).
Захоронен в Пекинском комплексе императорских гробниц. Во время культурной революции, хунвэйбины выволокли останки императора из гробницы, предали посмертному «осуждению» и сожгли.

## Ранние годы правления1572—1582

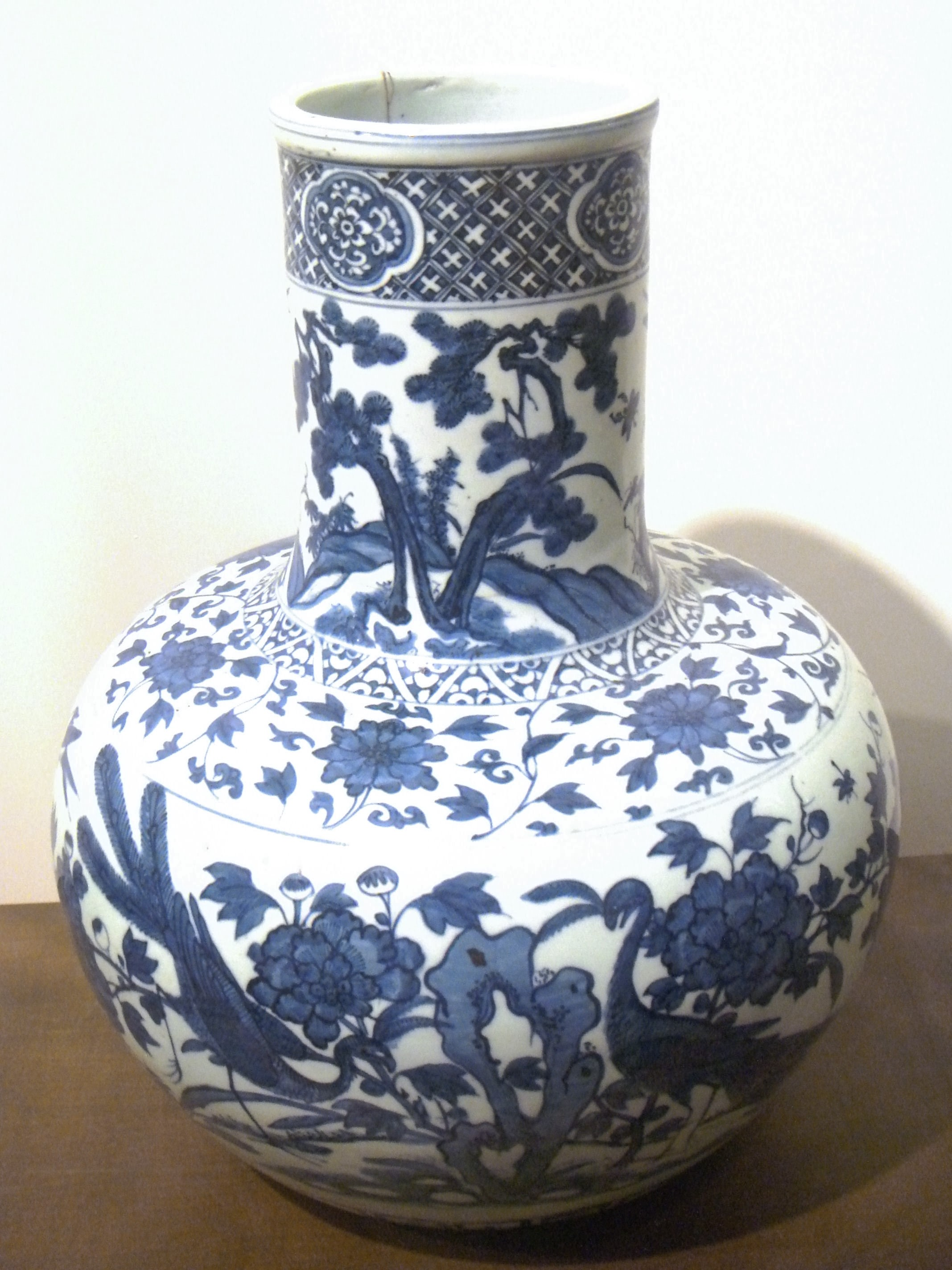
Фарфоровый сосуд, эпоха Ваньли (1572-1620)

Чжу Ицзюнь взошёл на трон в возрасте 9 лет, управление страной было возложено на министра Чжан Цзюйчжэна, принявшего на себя регентство, который и руководил страной в 1572—1582 году до своей смерти. Были введены высокоурожайные картофель и кукуруза, импортированные из Америки, что привело к изобилию продовольствия, а в дальнейшем к значительному росту населения. Были упорядочены налоги, сокращены привилегии чиновникам, государство было высоко централизовано.
Эти годы отличаются процветанием и стабилизацией империи, расцветом торговли и ремёсел, население Китая достигло 100 миллионов человек.

## Средний период правления1582—1600

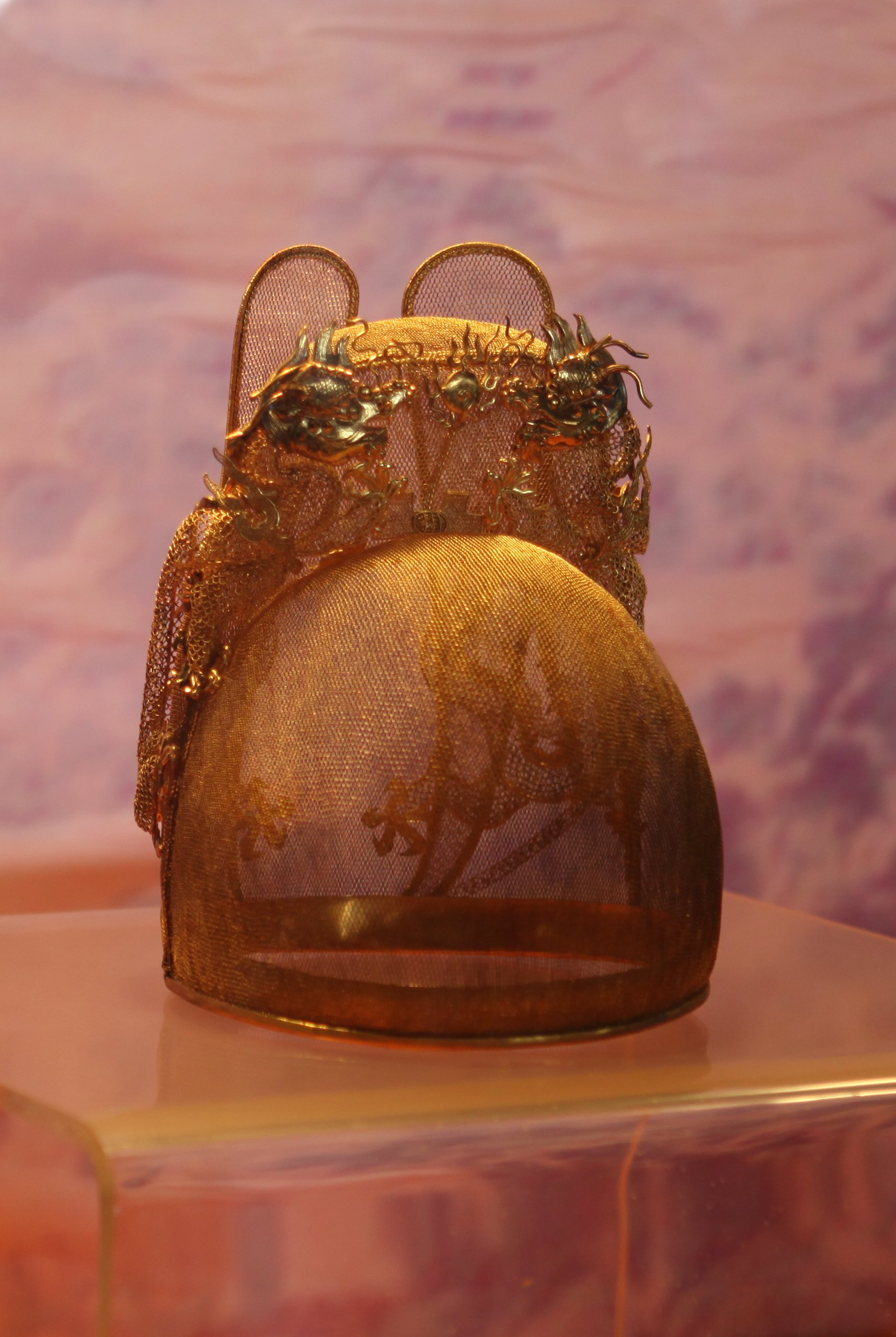
Золотая корона императора Ваньли

Молодой император после смерти Чжан Цзюйчжэна ощутил свободу власти, и с энтузиазмом принялся за управление страной. Он стал отменять реформы Чжан Цзюйчжэна, пытаясь ввести свою систему законов.
Он стал каждое утро проводить собрание министров и оперативно обсуждать состояние дел в государстве. Государство оставалось сильным, за это время произошли три войны, которые были для Китая весьма успешными.
В это время удалось отразить атаку монголов и одержать победу, были выиграны бои в Монголии и Маньчжурии.
Успешными были войны на юге на территории современного Вьетнама, Бирмы и Таиланда, китайцам удалось укрепиться и расширить территорию.
В это время Тоётоми Хидеёси подготовил вторжение в Корею (Имдинская война), император принял решение поддержать корейцев, впустил в страну корейских беженцев и принял меры для их благоустройства, послал войска против японцев. После нескольких битв и переговоров удалось добиться мира, а после смерти Хидеёси в 1598 японская армия была деморализована, и китайцам удалось выдворить японцев обратно. Победа, однако, очень дорого обошлась Минской империи в финансовом отношении.
Во время войны в Корее поднял восстание Ян Линлун, первоначальные меры оказались недостаточными, посланное войско было разбито, но, когда японцы были выдворены, восстание было подавлено.

## Поздние годы правления1600—1620

После победы над Ян Линлуном император внезапно потерял интерес к управлению, перестал являться на утренние собрания. Он нередко отказывался принимать министров или участвовать в церемониях, так что дожидаться аудиенции приходилось многие месяцы или годы. Часто император затворялся и не выходил вообще, он отказался даже присутствовать на похоронах своей матери. Поначалу игнорирование дел и непринятие решений было его тактикой против чиновников. Однако исследования показывают, что император ощущал физическую слабость, и нередко не мог просто выйти без посторонней помощи.

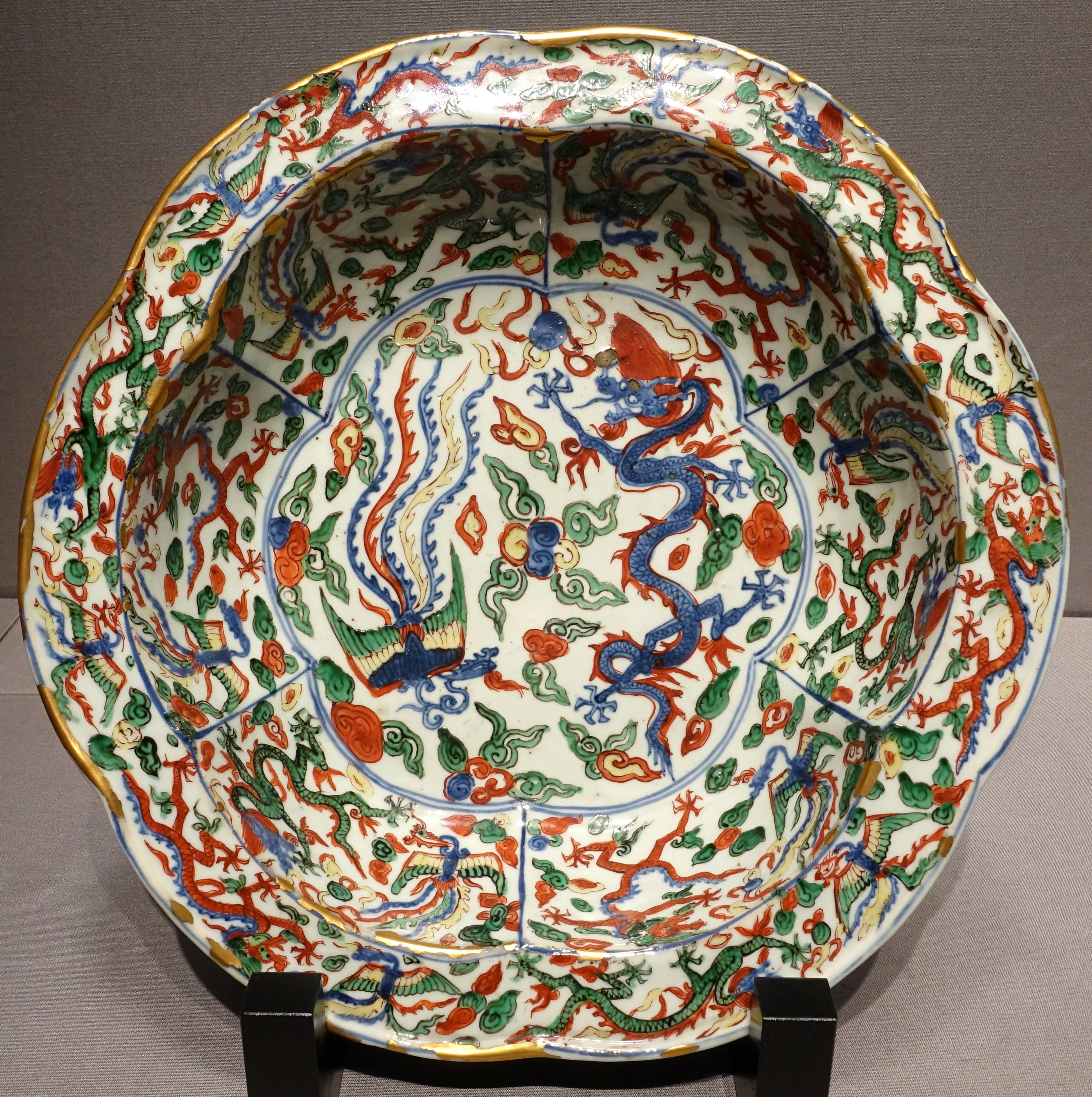
Чаша с рисунком дракона и феникса. Токийский национальный музей (Токио)

Существует несколько причин, по которым Ваньли сознательно пренебрегал своими обязанностями императора. Во-первых, он разочаровался в моралистических нападках и контратаках чиновников, укорененных в абстрактной конфуцианской ортодоксии. Более важной причиной, однако, был спор об имперском престолонаследии. Любимой супругой императора была благородная супруга Чжэн, и на протяжении 1580-х и 1590-х годов император очень хотел продвинуть своего сына от нее (Чжу Чансюнь) в качестве наследного принца, хотя он был только третьим сыном императора и не был избран для наследования. Многие из его влиятельных министров были против, и это привело к столкновению между сувереном и министрами, которое длилось более 15 лет. В октябре 1601 года император Ваньли наконец сдался и выдвинул Чжу Чанло – будущего императора Тайчана – в качестве наследного принца. Хотя министры, похоже, одержали победу, Ваньли принял политику пассивного сопротивления, отказавшись играть свою роль в обеспечении надлежащего функционирования правительства, что привело к серьезным проблемам как внутри самого Китая, так и на границах. 
Так как многие решения, в том числе утверждение чиновников в должности, должны были приниматься только императором, система управления была парализована. Больше половины чиновнических должностей стало не занятым, срочные дела не рассматривались. Влияние приобрели евнухи при дворе, расцвела коррупция.
В это время в Маньчжурии укрепился Нурхаци, который объединил маньчжурские племена, провёл несколько успешных войн против Китая и занял Ляодунский полуостров, в 1616 Нурхаци объявил себя императором. Парализованная коррупцией и нерешительностью китайская армия не могла оказать должного сопротивления.
Император стал активно использовать средства из казны для личных надобностей, огромные деньги тратились на роскошь и подарки. Немалые средства были потрачены на строительство гробницы Чжу Ицзюня.
Государство вступило в период застоя, что позднее привело к упадку, падению династии и победе маньчжуров.
В XX веке были произведены раскопки минских могил, и останки императора подверглись анализу в 1958 году. Исследования доказали, что император находился в тяжёлой опиумной зависимости, что объясняет его поведение в поздние годы правления .
Похоронен в императорских гробницах недалеко от Пекина, см. подробно Гробницы императоров династии Мин.

## Первый официальный контакт с Россией
В 1619 в Пекин прибыла группа казаков во главе с учителем Иваном Петлиным (см. Миссия Петлина в Китай). Петлин не получил аудиенции императора, так как не принёс подарков и официальных писем. Однако он беседовал с высшими чиновниками, и император передал ему грамоту, которая потом попала в Посольский приказ в Москве; от этого документа, на протяжении десятков лет лежавшего непереведённым, пошло выражение «китайская грамота».

## Потомки
Китайский император Чжу Ицзюнь (Ваньли) имел восемь сыновей и десять дочерей. В числе сыновей императора Ваньли:
- Чжу Чанло (光宗 朱常洛; 28 августа 1582 — 26 сентября 1620), старший сын, от одной из двух императорских супруг первого класса, по фамилии Ван. В 1620 г. унаследовал престол как император (эра Тайчан), но умер месяц спустя. Отец двух последних минских императоров, Чжу Юсяо (эра Тяньци) и Чжу Юцзяня (эра Чунчжэнь).
- Чжу Чансюнь (朱常洵, 22 февраля 1586 — 2 марта 1641), третий сын императора, от его любимой супруги (второго класса) по фамилии Чжэн (郑贵妃). Из-за давления чиновников (впоследствии сформировавших так называемое Дунлиньское движение (en)) император Ваньли не смог назначить его своим наследником вместо Чжу Чанло, и он был поселен в Лояне с титулом Великий князь Фу (Фу-ван). Его сын, Чжу Юсян, правил в 1644-45 гг. в Нанкине как первый император династии Южная Мин (эра Хунгуан).
- Чжу Чанхао (瑞王 朱常浩; 27 сентября 1591 — 24 июля 1644), пятый сын императора Ваньли. В 1601 году получил титул Жуй-вана, а в 1627 году ему был выделен удел Ханьчжун в провинции Шэньси. Он был убит Чжан Сяньчжуном в Ханьчжуне в 1644 году.
- Чжу Чанжунь (惠王 朱常潤; 7 декабря 1594 — 29 июня 1646), шестой сын императора Ваньли. В 1601 году получил титул Хуэй-вана, а в 1627 году ему был выделен удел Цзинчжоу в провинции Хубэй.
- Чжу Чанъин (кит. упр. 朱常瀛, пиньинь Zhū Chángyíng, 25 апреля 1597 — 21 декабря 1645), седьмой сын императора, от супруги второго класса по фамилии Ли (李). Был поселен в Хэнчжоу (ныне Хэнъян, в пров. Хунань) как Великий князь Гуй (Гуй-ван). Его сын, Чжу Юлан, стал последним императором династии Южная Мин в 1646—1659 гг. (эра Юнли).